# Daphne hekouensis
Daphne hekouensis är en tibastväxtart som beskrevs av Hsi Wen Li och Y.M.Shui. Daphne hekouensis ingår i släktet tibaster, och familjen tibastväxter. Inga underarter finns listade i Catalogue of Life.